# As Solteiras
As Solteiras é uma telenovela brasileira produzida pela extinta TV Excelsior e exibida de 6 de fevereiro a 13 de março de 1964 no horário das 19 horas, totalizando 22 capítulos. Foi escrita por Dulce Santucci e dirigida por Tito Di Miglio.

## Enredo
Conta a história de Leandra, que obriga suas três filhas solteiras (Andréa, Carmem e Dora) a levarem uma vida ilusória. A mais moça, Dora, cria o conflito, apaixonando-se por Luís Emílio, inimigo da mãe.

## Elenco
| Ator/Atriz        | Personagem  |
| ----------------- | ----------- |
| Lídia Costa       | Leandra     |
| Neuza Amaral      | Andréa      |
| Flora Geny        | Carmem      |
| Arlete Montenegro | Dora        |
| Armando Bógus     | Luís Emílio |